# 熊野権現
熊野権現（くまのごんげん、または熊野神〈くまののかみ〉、熊野大神〈くまののおおかみ〉とも）は、熊野三山に祀られる神であり、本地垂迹思想のもとで権現と呼ばれるようになった。熊野神は各地の神社に勧請されており、熊野神を祀る熊野神社・十二所神社は日本全国に約3千社ある。

## 縁起
熊野権現とは熊野三山の祭神である神々をいい、特に主祭神である家津美御子（けつみみこ）（スサノオ）・速玉（イザナギ）・牟須美（ふすび、むすび、または「結」とも表記）（イザナミ）のみを指して熊野三所権現、熊野三所権現以外の神々も含めて熊野十二所権現ともいう。
熊野三山は熊野本宮大社・熊野速玉大社・熊野那智大社の三社からなるが、当初は別個の展開をたどり、本宮は崇神天皇代、速玉は景行天皇代（『扶桑略記』）、那智は孝昭天皇代に裸行（裸形とも）が開基した（『熊野権現金剛蔵王宝殿造功日記』）とするが定かではない。正史において、神名が確実に確認できるのは大同元年（806年）の史料中にある記述で、天平神護2年（766年）付で速玉神と熊野牟須美神にそれぞれ4戸の神封を施入したとあるもので、これら2柱の神は今日の新宮に比定される熊野神邑（くまのしんそん）に一緒に祀られていたと見られる。
9世紀中ごろになると、単に熊野坐神（くまのにますかみ）とだけ呼ばれ、神名が明確でなかった本宮の神が家津美御子ないし証誠菩薩と呼ばれるようになり、新宮の牟須美・速玉とともに家津美御子が古くからの熊野神であるとの伝承が成立した（「熊野権現垂迹縁起」、『長寛勘文』所収））。さらに、『中右記』天仁2年（1109年）10月26日条にはこれら3柱の神名のみならず、五所王子、一万眷属、十万金剛童子、勧請十五所、飛行夜叉、米持（めいじ）金剛童子の名が挙げられ、鳥羽院・待賢門院の参詣記（『長秋記』所収）長承3年2月1日条には『中右記』に挙げられていた十二所権現とその本地仏が挙げられており、この頃までに熊野三所権現および熊野十二所権現が確立していたことが分かる。那智は本宮・速玉とは性格を異にし、古くは滝篭行の聖地として知られ、当初は結神を主祭神としていたが、鎌倉時代初期に成立した『熊野権現金剛蔵王宝殿造功日記』には熊野十二所権現の祭祀に関する縁起譚が記されており、この頃までに本宮・速玉の祭神をもあわせ祀っていたことが分かる。以上のように、12世紀末までに三山が互いの祭神を祀りあうことにより、三山は一体化を遂げたのである。

## 熊野権現
各神社の主祭神は以下の通りであるが、相互に祭神を勧請しあい、前述のように三山では三神を一緒に祀っている。
熊野本宮大社の主祭神の家都御子神（けつみこのかみ）または家都美御子神（けつみみこのかみ）は阿弥陀如来、新宮の熊野速玉大社の熊野速玉男神（くまのはやたまおのかみ）または速玉神（はやたまのかみ）は薬師如来、熊野那智大社の熊野牟須美神（くまのむすみのかみ）または夫須美神（ふすみのかみ）は千手観音とされる。
三山はそれぞれ、本宮は西方極楽浄土、新宮は東方浄瑠璃浄土、那智は南方補陀落浄土の地であると考えられ、平安時代以降には熊野全体が浄土の地であるとみなされるようになった。
熊野本宮大社・熊野速玉大社では十二柱の神が以下のように祀られている。
| 社殿   | 社殿     | 社殿     | 社殿     | 社殿             | 祭神                                   | 本地仏             | 神像               |
| ------ | -------- | -------- | -------- | ---------------- | -------------------------------------- | ------------------ | ------------------ |
| 上四社 | 三所権現 | 両所権現 | 第一殿   | 西宮（結宮）     | 伊邪那美尊・熊野牟須美大神・事解之男神 | 千手観音           | 女形               |
| 上四社 | 三所権現 | 両所権現 | 第二殿   | 中宮（早玉明神） | 伊邪那岐大神・速玉之男神               | 薬師如来           | 俗形               |
| 上四社 | 三所権現 | 証誠権現 | 第三殿   | 丞相（家津王子） | 素戔嗚尊・家津美御子大神               | 阿弥陀如来         | 法形               |
| 上四社 | 五所王子 | 五所王子 | 第四殿   | 若宮             | 天照大神（若女一王子）                 | 十一面観音         | 女形               |
| 中四社 | 五所王子 | 五所王子 | 第五殿   | 禅児宮           | 天忍穂耳命                             | 地蔵菩薩           | 法形（または俗形） |
| 中四社 | 五所王子 | 五所王子 | 第六殿   | 聖宮             | 瓊々杵尊命                             | 龍樹菩薩           | 法形               |
| 中四社 | 五所王子 | 五所王子 | 第七殿   | 児宮             | 彦火々出見尊                           | 如意輪観音         | 法形               |
| 中四社 | 五所王子 | 五所王子 | 第八殿   | 子守宮           | 鸕鶿草葺不合命                         | 聖観音             | 女形               |
| 下四社 | 四所明神 | 四所明神 | 第九殿   | 一万宮・ 十万宮  | 軻遇突智命・                           | 文殊菩薩・普賢菩薩 | 俗形               |
| 下四社 | 四所明神 | 四所明神 | 第十殿   | 米持金剛         | 埴山姫命                               | 毘沙門天           | 俗形               |
| 下四社 | 四所明神 | 四所明神 | 第十一殿 | 飛行夜叉         | 彌都波能賣命                           | 不動明王           | 夜叉形             |
| 下四社 | 四所明神 | 四所明神 | 第十二殿 | 勧請十五所       | 稚産霊命                               | 釈迦如来           | 俗形               |

熊野那智大社では「瀧宮」（祭神 大己貴命（飛瀧権現）、本地仏 千手観音）を第一殿として、以下一殿ずつ繰り下げとなり、中四社・下四社の八神を第六殿（八社殿）に祀り、あわせて「十三所権現」となっている。

## 文献
- 宮家 準、1992、『熊野修験』、吉川弘文館（日本歴史叢書48） ISBN 4-642-06649-7